# Héctor Olimpo Espinosa
Héctor Olimpo Espinosa Oliver (Sincé, 11 de junio de 1981) es un abogado y político colombiano, que se desempeñó como gobernador del Departamento de Sucre entre 2020 y 2023.

## Biografía
Nació en Sincé, en el centro del Departamento de Sucre, en junio de 1981. Es hijo de Gabriel Antonio Espinosa Arrieta, alcalde de esa población, diputado a la Asamblea Departamental de Sucre y Representante a la Cámara, a la vez que su hermana Karina Espinosa se desempeñó como Senadora de Colombia. Junto con su familia han ocupado importantes cargos: en el departamento, llegando a impulsar las exitosas candidaturas al Congreso como la de Karina Espinosa, a la Gobernación de Edgar Martínez Romero y a la Alcaldía de Sincé de Lucy García Montes.
Estudió Jurisprudencia en la Universidad del Rosario y posee dos especializaciones, una en Derecho Administrativo y otra en Gerencia Público y Control Fiscal, de la misma universidad.Cursa un máster en Ciencia, Tecnología e Innovación, Universidad de Salamanca. Es egresado del programa de alta dirección empresarial del INALDE, dirigido a formar altos directivos empresariales. Realizó el Curso Integral de Defensa Nacional (CIDENAL) de la escuela superior de guerra, dirigido a altos funcionarios del gobierno nacional e instituciones del estado colombiano. 
A la edad de 26 años fue elegido alcalde de su población natal en las elecciones regionales de Colombia de 2007, para el período 2008-2011. Su administración fue reconocida como una de las mejores del país, al disminuir la inseguridad, duplicar el presupuesto de inversión y desarrollar exitosamente el proyecto "Sincé digital", como modelo de implementación de las Tecnologías de la Información y las Comunicaciones.
Así mismo, se ha desempeñado como Viceministro del Interior de Colombia y como secretario general del Partido Liberal, cargo al que llegó gracias a su amistad con Simón Gaviria, entonces jefe del Partido. Fue asesor del Instituto de Desarrollo Urbano y de la Gobernación de Sucre. También fue abogado del Consorcio de Canales Nacionales Privados, conformado por RCN y Caracol Televisión.
En las elecciones regionales de Colombia de 2019 fue candidato a la Gobernación de Sucre por el Partido Liberal, además de recibir el apoyo del Partido Cambio Radical, el Partido Conservador, del Partido Centro Democrático y del Movimiento Alternativo Indígena y Social. Durante su campaña se centró en sacar al departamento del subdesarrollo y de impulsar la generación de empleo. Resultó electo con 209.606 votos, equivalentes al 48,60% del total.

## Logros en la Gobernación

### Sucre Escucha[8]
Reducción del número de jóvenes en situación de vulnerabilidad y mejora en los índices de seguridad y convivencia. En este programa 2.600 jóvenes recibieron incentivos productivos de hasta 5 millones de pesos para impulsar sus emprendimientos y mejorar sus condiciones de vida.

### Estrategia de Productividad e Innovación[9]
"Sucre Monta tu Negocio": Impactó a más de 600 comerciantes con apoyo financiero para fortalecer sus negocios. "La yuca se puso de moda": Más de 50 asociaciones y 120 productores cuentan con el primer prototipo de planta de secado mixto de yuca en el Caribe, en el marco del proyecto Yuca País.

### Revolución de la Infraestructura[9]
40,96 km de la vía Las Tablitas-San Marcos y 18,97 km de la vía Corozal-Betulia-Sincé, conectando la Mojana y el San Jorge con el corazón de la Sabana. 17,37 km de la vía Berrugas-San Onofre-Ramal-Rincón del Mar, reactivando el turismo y la economía de la zona.

### Pacto del Golfo de Morrosquillo[10]
1,5 billones de pesos asegurados con el Gobierno Nacional para obras clave, como: Ampliación de la pista del Aeropuerto Golfo de Morrosquillo. Ampliación de la sede del SENA. Megacolegio Heriberto García de Toluviejo. Estación de Bomberos en Tolú y Malecón de Coveñas.

### La Mojana[11]
2,1 billones de pesos destinados al proyecto Gran Mojana, transformando la vida de miles. 10 millones de alevinos sembrados para garantizar la seguridad alimentaria de la región.